# K2 (film)
K2 (v britském originále K2) je britský dobrodružný film z roku 1991. Režisérem filmu je Franc Roddam. Hlavní role ve filmu ztvárnili Michael Biehn, Matt Craven, Raymond J. Barry, Luca Bercovici a Patricia Charbonneau.

## Obsazení
| Michael Biehn        | Taylor Brooks    |
| Matt Craven          | Harold Jameson   |
| Raymond J. Barry     | Philip Claiborne |
| Luca Bercovici       | Dallas Woolf     |
| Patricia Charbonneau | Jackie Metcalf   |
| Julia Nickson-Soul   | Cindy Jameson    |
| David Cubitt         | Peter            |
| Hiroshi Fujioka      | Takane Shimuzu   |
| Jamal Shah           | Malik            |